# Gosławice (przystanek kolejowy)
Gosławice – nieczynny przystanek kolejowy i ładownia kolei normalnotorowej w Koninie, w dzielnicy Gosławice. Położony był przy czynnej dla ruchu osobowego w latach 1974–1996 linii nr 388 do Kazimierza Biskupiego.